# Rathaus (Sopron)

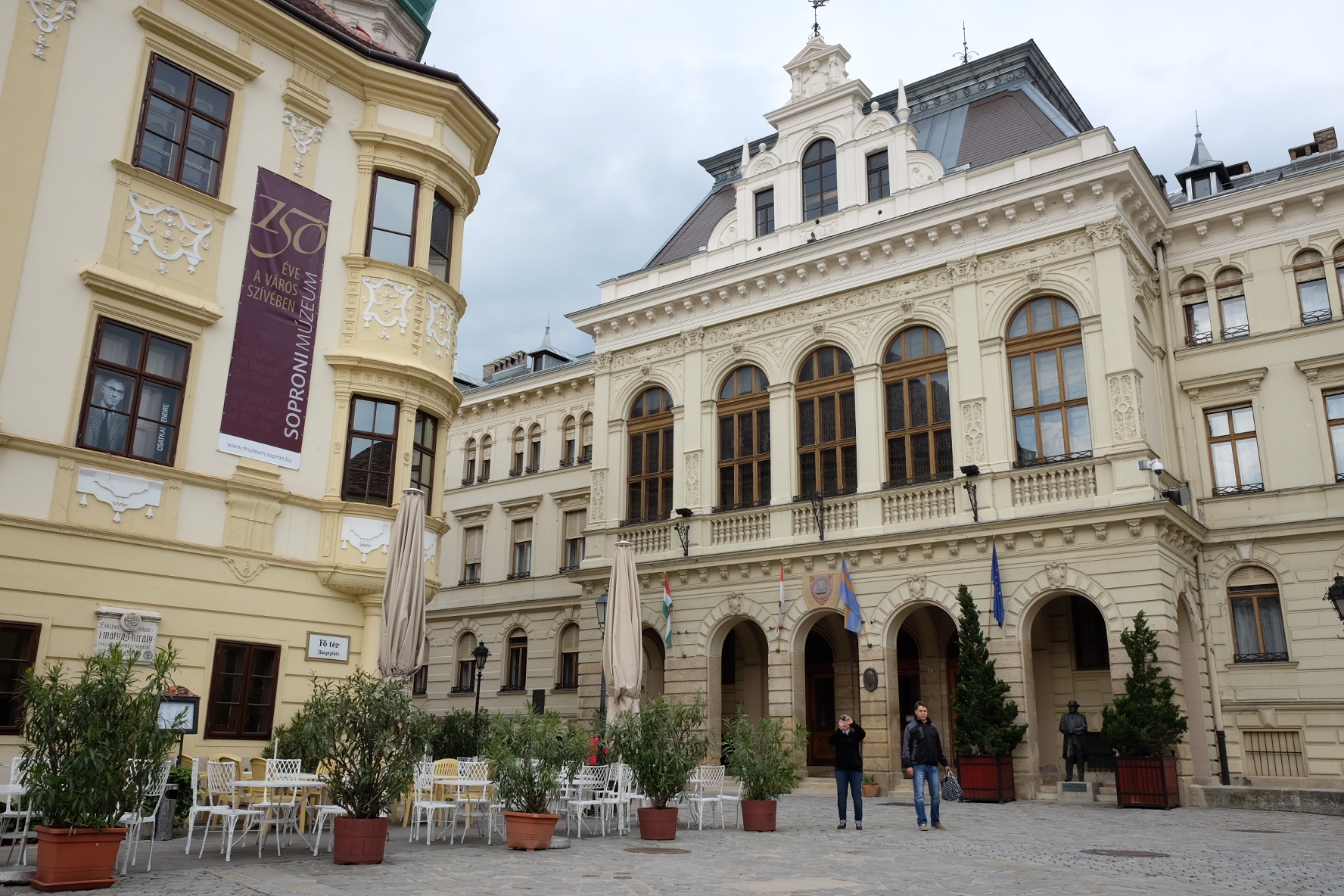
Blick auf den Eingang des Rathauses

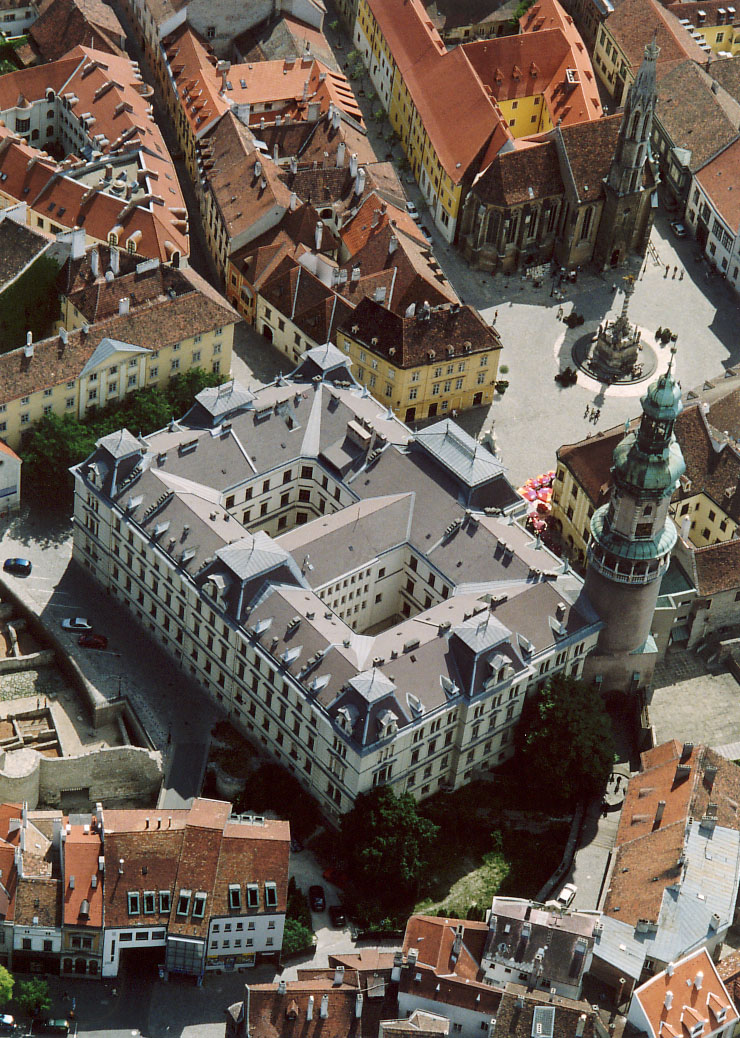
Luftbild des Rathauses

Das Rathaus (ungarisch Városháza) in der ungarischen Stadt Sopron ist ein denkmalgeschützter Bau, der im Stil des Eklektizismus erbaut und 1896 eingeweiht wurde. Er befindet sich am Hauptplatz (Fő tér 1) im nördlichen Teil der Altstadt.

## Geschichte des Rathauses
Bereits seit 1494 befand sich das Rathaus am Hauptplatz der Stadt. Nach einem Brand im Jahr 1676 musste es renoviert werden. Im Laufe des 19. Jahrhunderts verschlechterte sich der bauliche Zustand zunehmend. Im Jahr 1881 wurden zwar die rissigen Wände vom Dachboden bis zum Keller renoviert, doch schon fünf Jahre später stürzte das Dach in einem Teil des Gebäudes ein. So entschied 1889 die Stadtversammlung mit 57 gegen 18 Stimmen, dass anstelle des alten ein neues größeres zwei- oder dreistöckiges Gebäude errichtet werden sollte. Aufgrund des Platzbedarfs des Gebäudes mussten jedoch die umliegenden Häuser abgerissen werden. Etliche Bürger protestierten gegen diesen Plan, sammelten vergeblich Unterschriften und in der zweiten Hälfte des Jahres 1892 wurden die alten Gebäude abgerissen. Der Bau erfolgte nach den Plänen von Mór Hinträger und seinem Sohn Károly, die den Wettbewerb für den Neubau gewonnen hatten. Das Gebäude wurde, wie der Heldenplatz in der ungarischen Hauptstadt Budapest 1896 anlässlich des „ungarischen Millenniums“ eingeweiht.
Neben der Stadtverwaltung befindet sich in dem Gebäude eine Bibliothek mit mehr als 15.000 Werken und insbesondere 5.000 mittelalterlichen Dokumenten, darunter königliche Bullen, Chartas und Handschriften, die ab 1381 gesammelt wurden. 